# Мегді Ансарі
Мехді Ансарі (29 жовтня 1994) — іранський плавець. Учасник Чемпіонату світу з водних видів спорту 2017, де в попередніх запливах на дистанціях 50 і 100 метрів батерфляєм посів, відповідно, 46-те і 56-те місця і не потрапив до півфіналів.